# Mauricio Molina (golfista)
Mauricio Molina (Río Cuarto, Córdoba; 20 de diciembre de 1966 – Chile; 13 de octubre de 2023) fue un golfista profesional argentino. Era sobrino del también golfista Florentino Molina. Tuvo un total de veintitrés victorias como profesional de 1985 hasta su retiro en 2023.

## Victorias como profesional

### Canadian Tour
| N.º | Fecha      | Torneo                                   | Puntos          | Para par | Margen de victoria | Segundo lugar |
| --- | ---------- | ---------------------------------------- | --------------- | -------- | ------------------ | ------------- |
| 1   | 14-12-2008 | Costa Rica Classic1                      | 71-65-71-68=275 | −13      | 3 golpes           | Rob Grube     |
| 2   | 20-4-2009  | Corona Mazatlán Mexican PGA Championship | 70-72-66-69=277 | −11      | Playoff            | Andy Matthews |

1Válido por el Tour de las Américas

### Tour de las Américas
| N.º | Fecha      | Torneo              | Puntos          | Para par | Margen de victoria | Segundo lugar                   |
| --- | ---------- | ------------------- | --------------- | -------- | ------------------ | ------------------------------- |
| 1   | 14-12-2008 | Costa Rica Classic1 | 71-65-71-68=275 | −13      | 3 golpes           | Rob Grube                       |
| 2   | 10-10-2010 | YPF Classic2        | 67-69-68-68=272 | −8       | 3 golpes           | Félix Córdoba, Rodolfo González |

1Válido para el Canadian Tour

2Válido para el TPG Tour

### TPG Tour
| N.º | Fecha      | Torneo                    | Puntos          | Para par | Margen de victoria | Segundo lugar                   |
| --- | ---------- | ------------------------- | --------------- | -------- | ------------------ | ------------------------------- |
| 1   | 15-11-2009 | Campeonato Metropolitano  | 65-64-71-66=266 | −14      | 1 golpe            | Gustavo Acosta, Roberto Cóceres |
| 2   | 10-10-2010 | YPF Classic1              | 67-69-68-68=272 | −8       | 3 golpes           | Félix Córdoba, Rodolfo González |
| 3   | 26-2-2012  | Abierto del Sur           | 69-63-64=196    | −14      | 4 golpes           | Rafael Echenique                |
| 4   | 20-12-2014 | Campeonato Tour Argentino | 78-66-65-65=274 | −10      | Playoff            | Nelson Ledesma, Francisco Ojeda |

1Válido para el Tour de las Américas

### PGA Tour Latinoamérica Developmental Series
| N.º | Fecha      | Torneo                                             | Puntos          | Para par | Margen de victoria | Segundo lugar  |
| --- | ---------- | -------------------------------------------------- | --------------- | -------- | ------------------ | -------------- |
| 1   | 7-4-2013   | Abierto Los Lirios                                 | 72-71-68-65=276 | −12      | 5 golpes           | Gustavo Silva  |
| 2   | 27-10-2013 | Abierto Internacional de Golf Hacienda de Chicureo | 71-69-72-70=282 | −6       | 5 golpes           | Santiago Russi |

Legends tour
2021 Riegler & Partner Legends

### Otros títulos
- Náutico Hacoaj Grand Prix 1997[3]
- Mendoza Open 1999
- Torneo Río Cuarto 2002
- Torneo Villa María 2003
- Pilar Grand Prix (Driving Range Circuit) 1996
- SHA Grand Prix Pro-Am 1997
- Torneo Los Lagartos (ProGolf Tour) 2007
- Torneo Las Praderas (ProGolf Tour) 2007
- Juan J. Galli Cup 2012
- Ecuador Open 1994
- Hacienda de Chicureo Open (Chile) 2006
- Chile Open 2012
- Santa Augusta Open (Chile) 2013
- CBG PRO TOUR Brasília (Brasil) 2013

## Resultados en torneos
| Torneo                           | 2017 | 2018 | 2019 | 2020 | 2021 | 2022 | 2023 |
| -------------------------------- | ---- | ---- | ---- | ---- | ---- | ---- | ---- |
| The Tradition                    |      |      |      | NT   |      |      |      |
| Senior PGA Championship          |      |      | CUT  | NT   | CUT  | CUT  | CUT  |
| U.S. Senior Open                 |      |      |      | NT   | CUT  | CUT  | CUT  |
| Senior Players Championship      |      |      |      |      |      |      |      |
| Senior British Open Championship | T38  | T64  | T18  | NT   | T43  | T3   | T53  |

     Top 10
     No participó
- "T" indica empate
- CUT = No superó el corte
- NT = No se jugó por la pandemia de Covid-19